# Kolenisty
Kolenisty – część wsi Giełczew-Kolonia, położonej w województwie lubelskim, w powiecie lubelskim, w gminie Wysokie.
W latach 1975–1998 miejscowość należała administracyjnie do województwa zamojskiego.

## Położenie
Miejscowość leży pomiędzy trzema drogami, w części nieco oddalonej od głównych zabudowań, na średniej wysokości 277 m n.p.m.. Na wieś składa się łącznie 18 gospodarstw.
Odległości do większych miejscowości:
- Wysokie – 9 km
- Warszawa – 202 km
- Lublin – 39 km
- Piaski – 28 km
- Krzczonów – 8 km
- Żółkiewka – 17 km
- Frampol – 37 km
- Biłgoraj – 53 km
- Bychawa – 17 km